# Robert L. Hansen
Robert L. Hansen (Robert Lasalle Hansen) 1890-1982, dansk biblioteksdirektør 1942-59.
Efter magisterkonferens i romansk filologi blev han i 1918 ansat på Det Kongelige Bibliotek. Påvirket af H.O. Lange blev han i 1925 ansat som bibliotekskonsulent i Statens Bibliotekstilsyn og var 1925-1946 leder af Statens Biblioteksskole, hvor han fik afgørende indflydelse på uddannelsen af bibliotekarer. Han var redaktør af Bogens Verden i mere end en menneskealder fra 1926 til 1959. Han satte sit præg på bladet bl.a. gennem mange illustrerede anmeldelser af nye bygninger og gennem referater fra møder, hvor han kunne gengive deres særlige stemning.
Han blev konstitueret som leder af Statens Bibliotekstilsyn i 1942 efter Thomas Døssings arrestation. Han blev respekteret for at varetage forretningerne i Statens Bibliotekstilsyn i en vanskelig tid i de sidste år af besættelsen. 1946 blev han officielt udnævnt til biblioteksdirektør, hvor han sad til 1959. Han videreførte den bibliotekspolitiske linje, som var lagt af Døssing. I en rationel periode hørte han ikke til de hårdeste billedstormere og advarede mod for megen ”Sachlichkeit”. Han interesserede sig for at højne kvaliteten i bibliotekernes bogbestand og for deres udformning og indretning. I 1954 kritiserede han de danske folkebibliotekers præg af ”bureaukratiske ekspeditionslokaler”. Han forenede klassisk viden om biblioteker med ønsket om en moderne udformning.
Som franskorienteret humanist og magister i romansk filologi interesserede sig livet igennem for fransk kultur og sprog. Han oversatte flere franske klassikere til dansk. I 1970 oversatte han den franske biblioteksteoretiker Gabriel Naudés (1600-1653) klassiske Vejledning i biblioteksarbejde fra 1627 til dansk..